# Einar Kyllingstad
Einar Kyllingstad (ur. 17 lipca 1965 w Bryne) – norweski żużlowiec.

## Życiorys
Wielokrotny reprezentant Norwegii w eliminacjach indywidualnych mistrzostw świata (m.in. siedmiokrotny uczestnik finałów skandynawskich: 1984 – XV miejsce, 1985 – XII miejsce, 1986 – XII miejsce, 1987 – XV miejsce, 1990 – XI miejsce, 1991 – XI miejsce i 1993 – XII miejsce). Finalista indywidualnych mistrzostw świata juniorów (Abensberg 1985 – XII miejsce), mistrzostw świata par (Poznań 1991 – III miejsce) i Indywidualnego Pucharu Mistrzów (Równe 1992 – XIII miejsce). Wielokrotny uczestnik eliminacji drużynowych mistrzostw świata oraz indywidualnych mistrzostw świata (najlepszy wynik: Wiener Neustadt 1992 – XIV miejsce w półfinale światowym).
Dwukrotnie złoty (1984–1985) oraz dwukrotnie srebrny medalista (1991, 1993) indywidualnych mistrzostw Norwegii. Złoty (1985) oraz brązowy medalista (1984) mistrzostw Norwegii par klubowych. Złoty (1984) oraz srebrny medalista (1991) drużynowych mistrzostw Norwegii.
Startował w ligach norweskiej, fińskiej, duńskiej, szwedzkiej (w barwach klubu Rospiggarna Hallstavik – mistrzostwo w 1995 i 1997 roku) oraz angielskiej (w barwach klubów z Reading Racers, King’s Lynn Stars, Oxford Cheetahs i Sheffield Tigers). W lidze polskiej reprezentował w sezonie 1992 barwy klubu Stali Gorzów Wielkopolski.

## Przynależność klubowa
Norwegia
- NMK Sandnes & Jaeren (1984)
- NMK Kristiansand (1991)

Wielka Brytania
- Reading Racers (1985)
- King's Lynn Stars (1986–1987)
- Oxford Cheetahs (1988)
- Sheffield Tigers (1988)

Szwecja
- Rospiggarna Hallstavik (1990–1991)

Finlandia
- Tiikerit Karhula (1990)
- Ankkurit VarkMPU Varkaus (1991)

Dania
- Randers Speedway Club (1990)
- Randers Speedway Club (1994)
- Holsted Speedway Klub (1996)

Polska
- Stal Gorzów Wielkopolski (1992)